# Casa Pau Turull
La casa Pau Turull és un edifici situat al carrer de Ferran, 34 de Barcelona, catalogat com a bé cultural d'interès local.

## Història
El 1878, l'industrial sabadellenc Pau Turull i Comadran va adquirir a la Societat General Catalana de Crèdit, promotora del veí passatge del Crèdit, un solar procedent de l'antic convent de la Mare de Déu de l'Ensenyança, i va encarregar-ne el projecte al mestre d'obres Joan Caballé i Fàbregas, autor també de la casa Ferran Coll de la ronda de la Universitat (on es troba la botiga de Paviments Escofet) i de la d'Agustí Rodés, a la cantonada dels carrers d'Aribau i de la Diputació. L'obra fou contractada amb el també mestre d'obres Pere Bassegoda i Mateu (1817-1908) per 218.000 pessetes.
Actualment, l'edifici és propietat de la immobiliària Núñez i Navarro, que el 2022 va iniciar les obres per a transformar-lo en hotel.

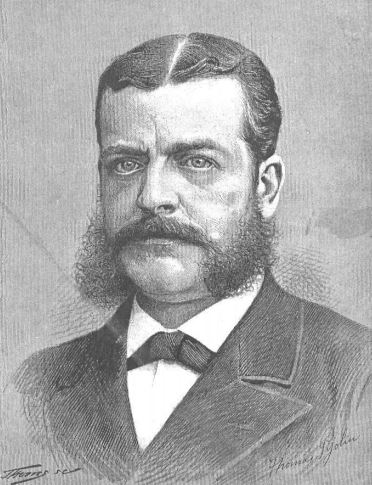
Retrat de Pau Turull i Comadran

## Descripció
Edifici d'habitatges format per soterrani, planta baixa, entresol i quatre pisos, amb una cinquena i sisena plantes enretirades de la façana. Destaca per la composició unitària de planta baixa i entresol, amb grans obertures amb bigues i pilars metàl·lics, amb baranes i reixes també de fosa; i pel portal principal, al centre de la façana, de dues plantes d'alçada, amb arc de mig punt i emmarcat per motllures de pedra i permòdols amb motius ornamentals. Cal destacar també la porta principal, feta de fusta i vidre amb enreixat artístic.
La composició de la façana s'organitza amb un eix de simetria vertical central, que coincideix amb la posició de l'escala de veïns, amb obertures verticals superposades; són balcons amb llinda plana i llosa de pedra sobre cartel·les, amb volada que es redueix gradualment a les plantes superiors, tots amb barana de ferro i seguits a la planta primera. Al mateix temps, presenta elements que reforcen la composició horitzontal, com poden ser la cornisa i el fris i la imposta amb fris ornamentat a cada planta.
El parament és d'estucat llis i amb especejament horitzontal a l'eix central i als extrems.